# ヒダカ・ブリーダーズ・ユニオン
株式会社ヒダカ・ブリーダーズ・ユニオン（Hidaka Breeders Union Co. Ltd.）は、日本中央競馬会に馬主登録をしているクラブ法人である。愛馬会法人「株式会社ユニオンオーナーズクラブ」より匿名組合契約に基づく競走馬の現物出資を受けて、中央競馬などの競走に出走させている。
勝負服の柄は緑、赤襷、赤袖白一本輪。冠名は特に用いず、馬名は会員から公募する。また募集時のいわゆる「幼名」は全て「ペガサス」と称し、語尾に番号を付ける。

## 歴史
1986年に日高地方を中心とした25の生産牧場が株主となって設立した。その後荻伏牧場、富岡喜平、鮫川牧場、武岡牧場、佐々木節哉、塚尾牧場、昭和牧場が抜け、宮内牧場が参加、現在の株主牧場は19となっている。
初年度募集馬の1頭サンドピアリスが1989年にエリザベス女王杯を最低人気で制しGI初制覇。
2011年6月5日の阪神8Rで所有馬が1～3着を独占した（1着テキーラ、2着エルプレジデンテ、3着ジュヴェビアン）。同一馬主による1～3着独占は2010年8月15日の新潟11Rで社台レースホースが記録して以来。
2018年4月15日皐月賞をエポカドーロが制しクラシック初制覇。

## 株主牧場
- 沙流郡日高町[3]：白井牧場、出口牧場、豊洋牧場、槇本牧場

- 日高郡新ひだか町[4][5]：井高牧場、岡田牧場、キヨタケ牧場、グランド牧場、谷岡牧場、野坂牧場、橋本牧場、服部牧場、藤原牧場、増本牧場、矢野牧場

- 浦河郡浦河町[6]：日進牧場、ヒダカファーム、宮内牧場

- 様似郡様似町[7]：辻牧場

## 主な所有馬
レース名の太字はGI（またはJpnI）

### 現役馬
- キングズソード - 2023年JBCクラシック、2024年帝王賞[8]
- カピリナ - 2025年函館スプリントステークス

### 引退馬
- サンドピアリス - 1989年エリザベス女王杯
- ルーブルアクト - 1993年鳴尾記念　種牡馬
- ヒダカリージェント - 1996年グランシャリオカップ
- シグナスヒーロー - 1997年アメリカジョッキークラブカップ2着など
- ヒダカブライアン- 1997年毎日杯2着
- ソリッドプラチナム - 2006年マーメイドステークス
- クーヴェルチュール - 2007年キーンランドカップ
- マンハッタンスカイ - 2008年福島記念
- ゴールデンメイン - 2009年ステイヤーズステークス2着
- フレンチカクタス - 2011年報知杯フィリーズレビュー
- サンビスタ - 2014年ブリーダーズゴールドカップ、JBCレディスクラシック、2015年TCK女王盃、マリーンカップ[9]、レディスプレリュード、チャンピオンズカップ[10]
- サマーウインド - 2010年クラスターカップ、東京盃、JBCスプリント
- マジェスティハーツ - 2013年神戸新聞杯2着など
- クイーンマンボ - 2017年関東オークス、レディスプレリュード[11]
- エポカドーロ - 2018年皐月賞、日本ダービー2着
- レイハリア - 2021年葵ステークス、キーンランドカップ
- スマッシャー - 2021年ユニコーンステークス
- ラプタス - 2020年黒船賞、2020年・2021年かきつばた記念、2021年サマーチャンピオン、2022年兵庫ゴールドトロフィー[12]

## ユニオンオーナーズクラブ（愛馬会法人）
代表者は辻助。会員数は約5,000人。募集するサラブレッドは株主牧場を中心に、北海道・青森の牧場から提供を受けるほか、セレクションセールなどでも購入している。
会報『My Horse』は1988年1月創刊、誌名はクラブのキャッチフレーズ「マイホース イン マイ ポケット」から来ている。会員だけではなくホームページ等を通じて一般にも販売されている。